# Тасоткель (Меркенський район)
Тасотке́ль (каз. Тасөткел) — станційне селище у складі Меркенського району Жамбильської області Казахстану. Входить до складу Таттинського сільського округу.
У радянські часи селище називалось Тасуткел.
Населення — 39 осіб (2021; 365 у 2009, 70 у 1999, 41 у 1989).